# یانا پرایسووا
یانا پرایسووا (چکی: Jana Preissová؛ زادهٔ ۷ فوریهٔ ۱۹۴۸) یک هنرپیشه اهل چکسلواکی است.
او در سال ۱۹۹۴ میلادی برندهٔ جایزه شیر چک «بهترین بازیگر نقش مکمل زن» شد.